# تاناسیلما، شهرستان جاروا
تاناسیلما، شهرستان جاروا (به لاتین: Tännassilma, Järva County) یک روستا در استونی است که در شهرستان یروا واقع شده‌است.